# Pieter De Spiegeleer
Pieter De Spiegeleer (Haaltert, 2 oktober 1981) is een Belgisch Vlaams-nationalistisch politicus voor het Vlaams Belang.

## Levensloop
Van 2004 tot 2008 werkte De Spiegeleer, die een diploma Latijn-moderne talen behaalde, als ambtenaar van de Vlaamse Overheid voor de Vlaamse Vertegenwoordiging bij de Europese Unie. Vervolgens was hij van 2008 tot 2019 ambtenaar bij Flanders Investment and Trade.
In oktober 2015 richtte hij in Haaltert een nieuwe Vlaams Belang-afdeling op, nadat de partij er bij de gemeenteraadsverkiezingen van 2012 niet was opgekomen. Hij nam met deze afdeling in 2018 wel deel aan de gemeenteraadsverkiezingen. Vlaams Belang behaalde in Haaltert drie verkozenen en van januari 2019 tot september 2023 was De Spiegeleer gemeenteraadslid van de gemeente. In september 2023 nam De Spiegeleer ontslag uit de gemeenteraad om naar Sint-Lievens-Houtem te verhuizen. Hij diende er een Vlaams Belang-afdeling uit de grond te stampen, maar kwam uiteindelijk niet op bij de lokale verkiezingen van oktober 2024 omdat hij zich niet kon vinden in het verkiezingsprogramma van de afdeling.
Bij de federale verkiezingen van 26 mei 2019 werd De Spiegeleer vanop de vierde plaats van de Oost-Vlaamse VB-lijst met 10.244 voorkeurstemmen verkozen in de Kamer van volksvertegenwoordigers. Als parlementslid werd hij actief in de commissie Mobiliteit en Overheidsbedrijven en ging hij zich toeleggen op de problematiek rond goederenvervoer en de mobiliteit in de Denderstreek. Bij de federale verkiezingen van juni 2024 werd hij lijstduwer op de VB-lijst in Oost-Vlaanderen, maar hij raakte niet meer verkozen als Kamerlid. Vervolgens keerde De Spiegeleer terug naar zijn oude baan bij Flanders Investment and Trade.